# Trần Đức Cường
Trần Đức Cường (20 maggio 1985) è un calciatore vietnamita, portiere del Bình Dương.

## Carriera

### Club
Comincia a giocare al SLNA. Nel 2004 si trasferisce al Ðà Nẵng. Nel 2011 passa al Hòa Phát. Nel 2012 viene acquistato dall'Hà Nội. Nel 2013 si trasferisce al Bình Dương. Nel 2014 passa al SLNA. Nel 2016 torna al Bình Dương.

### Nazionale
Convocato per la prima volta nel 2003, ha debuttato in Nazionale il 21 gennaio 2009, in Cina-Vietnam (6–1). Ha partecipato, con la Nazionale, alla Coppa d'Asia 2007. Ha collezionato in totale, con la maglia della Nazionale, due presenze.

## Statistiche

### Cronologia presenze e reti in nazionale
| Cronologia completa delle presenze e delle reti in nazionale ― Vietnam | Cronologia completa delle presenze e delle reti in nazionale ― Vietnam | Cronologia completa delle presenze e delle reti in nazionale ― Vietnam | Cronologia completa delle presenze e delle reti in nazionale ― Vietnam | Cronologia completa delle presenze e delle reti in nazionale ― Vietnam | Cronologia completa delle presenze e delle reti in nazionale ― Vietnam | Cronologia completa delle presenze e delle reti in nazionale ― Vietnam | Cronologia completa delle presenze e delle reti in nazionale ― Vietnam |
| Data                                                                   | Città                                                                  | In casa                                                                | Risultato                                                              | Ospiti                                                                 | Competizione                                                           | Reti                                                                   | Note                                                                   |
| ---------------------------------------------------------------------- | ---------------------------------------------------------------------- | ---------------------------------------------------------------------- | ---------------------------------------------------------------------- | ---------------------------------------------------------------------- | ---------------------------------------------------------------------- | ---------------------------------------------------------------------- | ---------------------------------------------------------------------- |
| 21-1-2009                                                              | Hangzhou                                                               | Cina                                                                   | 6 – 1                                                                  | Vietnam                                                                | Qual. Coppa d'Asia 2011                                                | -6                                                                     |                                                                        |
| 6-1-2010                                                               | Saida                                                                  | Libano                                                                 | 1 – 1                                                                  | Vietnam                                                                | Qual. Coppa d'Asia 2011                                                | -1                                                                     |                                                                        |
| Totale                                                                 |                                                                        | Presenze                                                               | 2                                                                      |                                                                        | Reti                                                                   | -7                                                                     |                                                                        |

## Palmarès

### Club

#### Competizioni nazionali
- V-League: 1

Ðà Nẵng: 2009
- Coppa del Vietnam: 1

Ðà Nẵng: 2009
- Supercoppa del Vietnam: 1

Binh Duong: 2013